# 黄土岭站
黄土岭站位于中华人民共和国湖南省长沙市雨花区黄土岭路与芙蓉中路交叉口地下，是长沙地铁1号线与4号线的地铁换乘站，1号线沿芙蓉南路南北向布置，2016年6月28日开通；4号线沿黄土岭路东西向布置，2019年5月26日开通；两线站厅近似L形，垂直换乘。

## 车站结构

### 楼层分布
| 地下 一层                  |                                      | 站厅、售票机、客服中心、出入口、便利店 |  |
| 地下 二层                  |                                      |                                        |  |
| 侧式月台，右边车门将会开启 |                                      |                                        |  |
|                            | 1号线列车往金盆丘 （下一站：南湖路） |                                        |  |
|                            | 临时停车线，不开放上车               |                                        |  |
| 岛式月台，左边车门将会开启 |                                      |                                        |  |
|                            | 1号线列车往尚双塘（下一站：涂家冲）  |                                        |  |
| 地下 三层                  |                                      | 4号线列车往罐子岭（下一站：碧沙湖）    |  |
| 地下 三层                  | 岛式月台，左边车门将会开启           |                                        |  |
| 地下 三层                  | 4号线列车往杜家坪（下一站：砂子塘）  |                                        |  |

### 站台
1号线部分共1岛1侧两月台三轨道，最中间的轨道为临时停车检修用，并不开放上车；4号线部分为岛式月台。

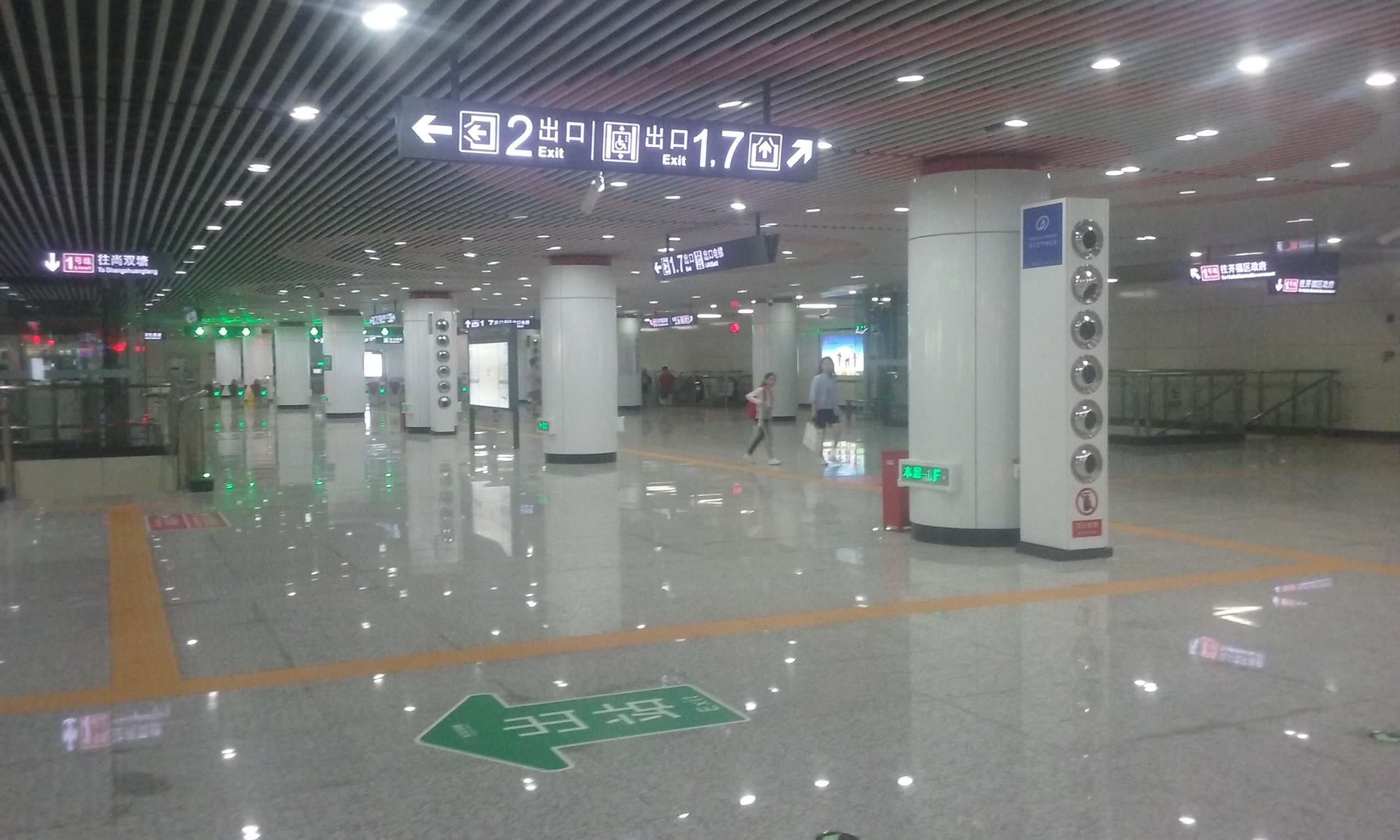
站厅
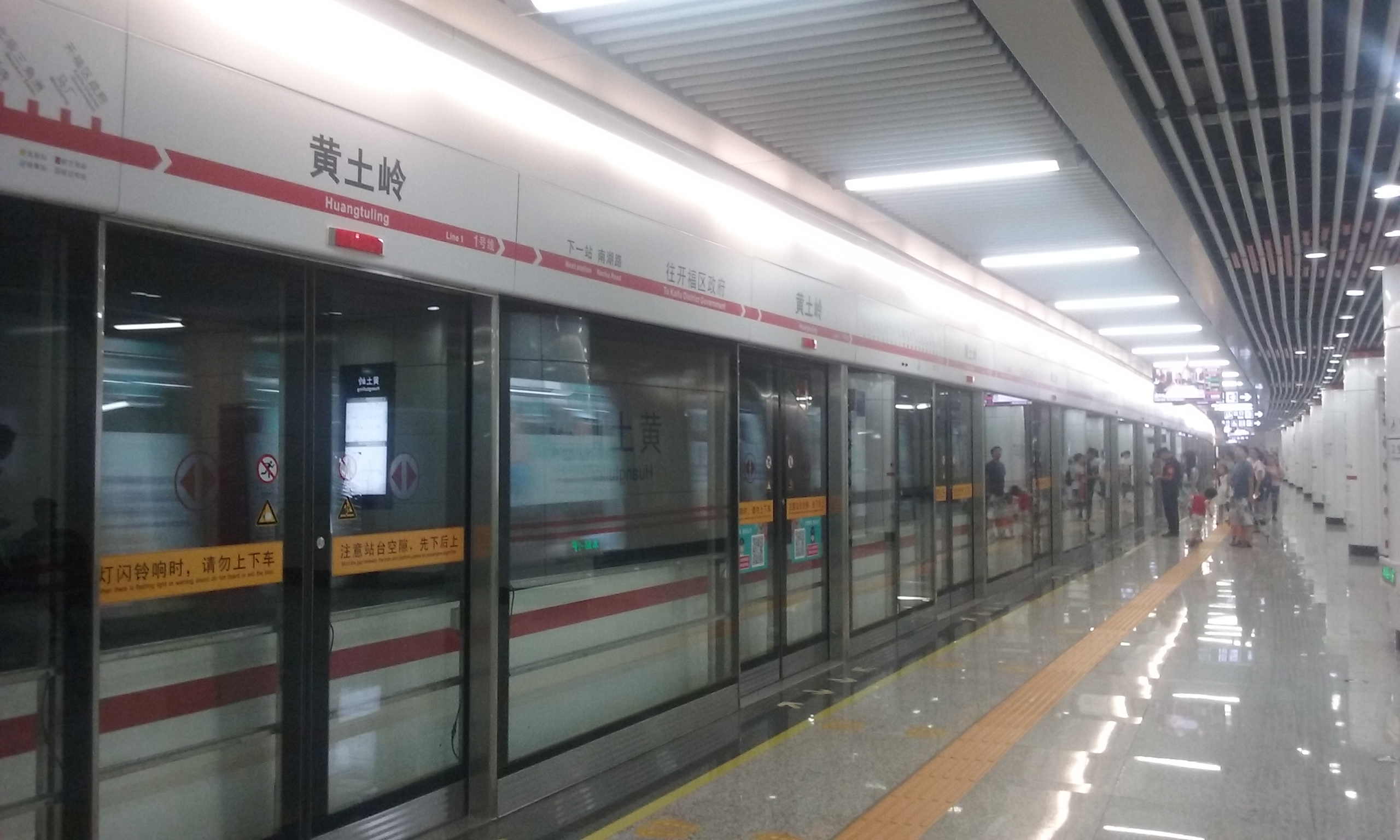
1号线侧式月台
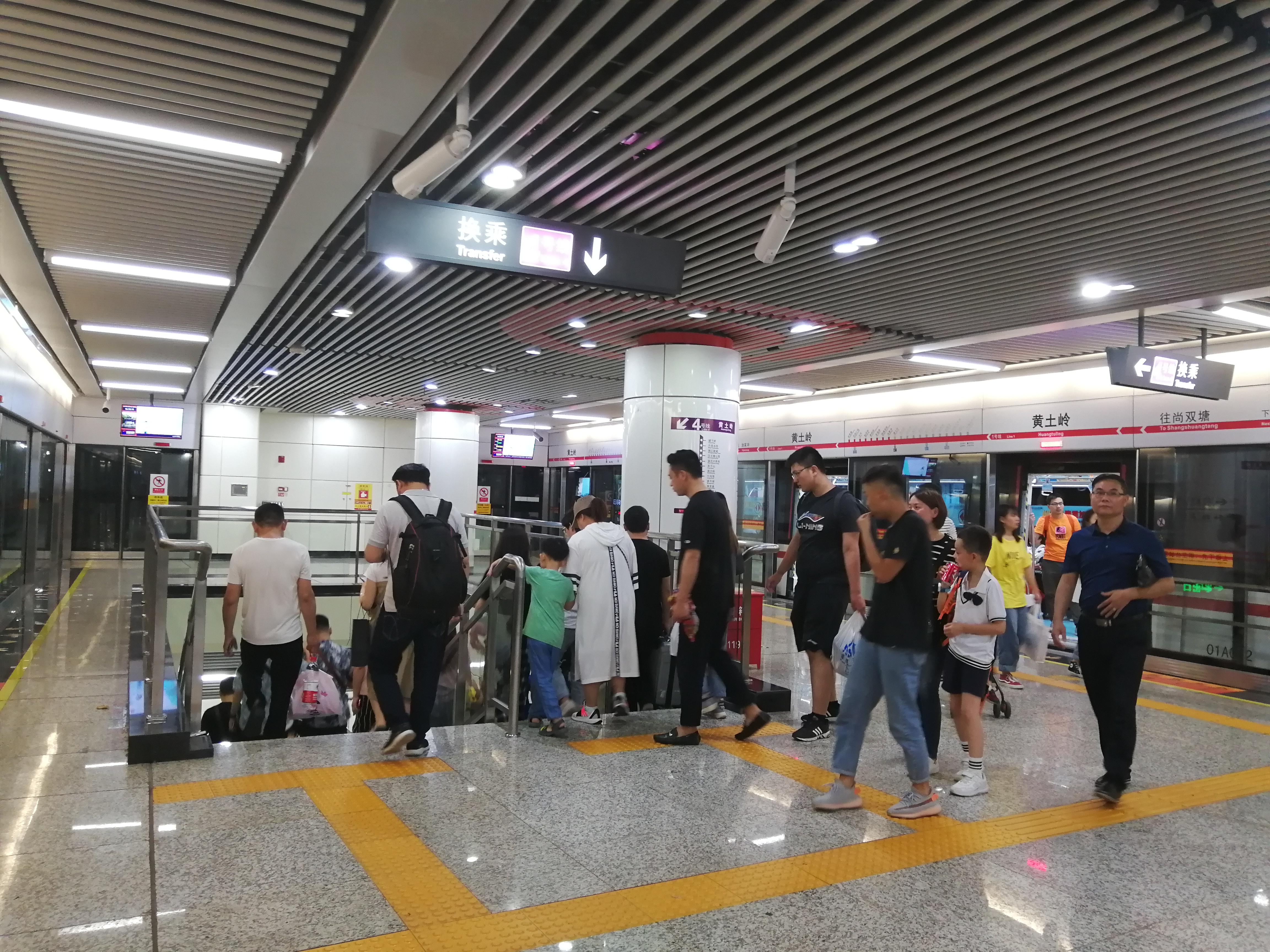
1號線轉乘4號線的乘客
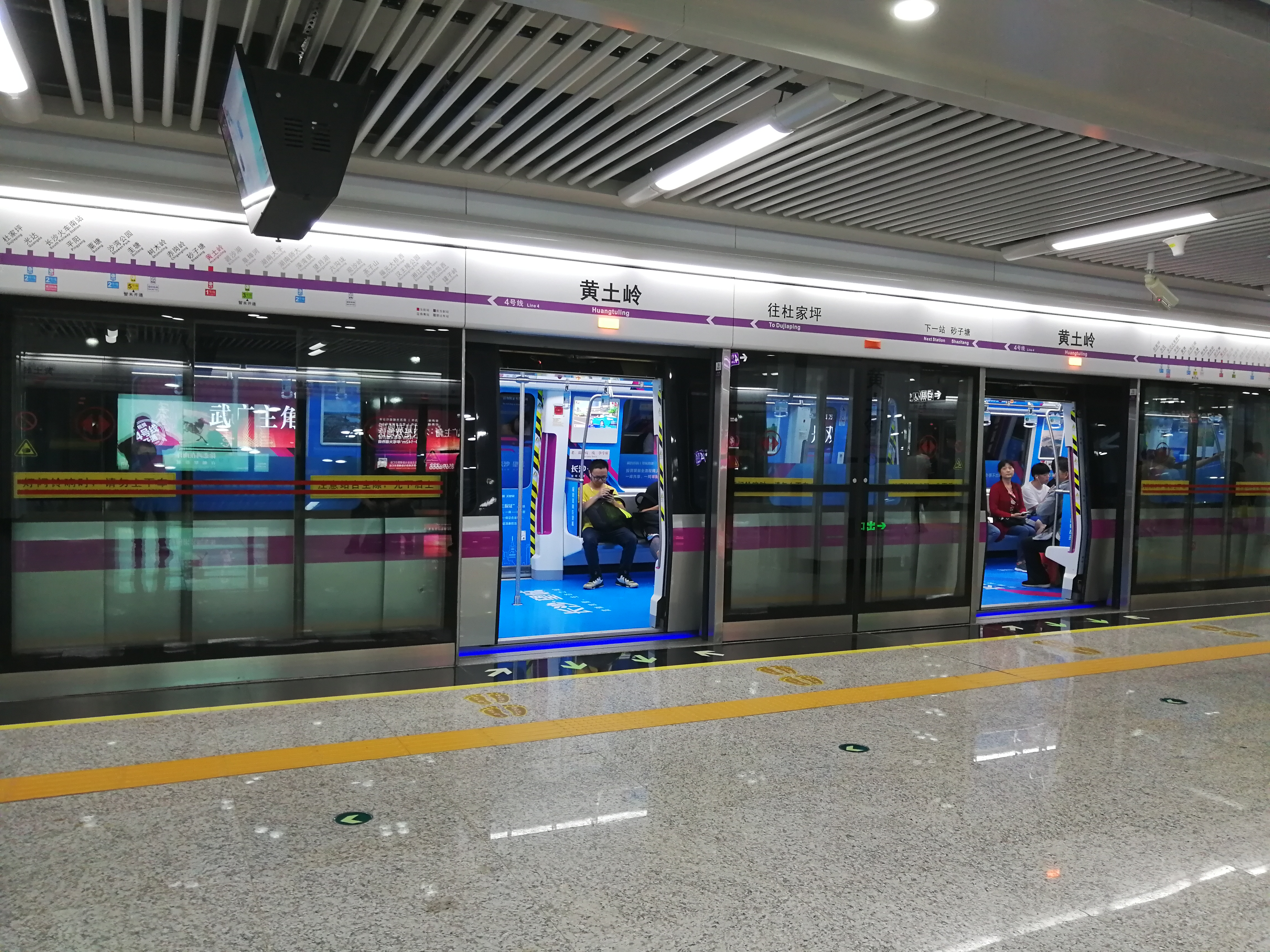
4號線列车
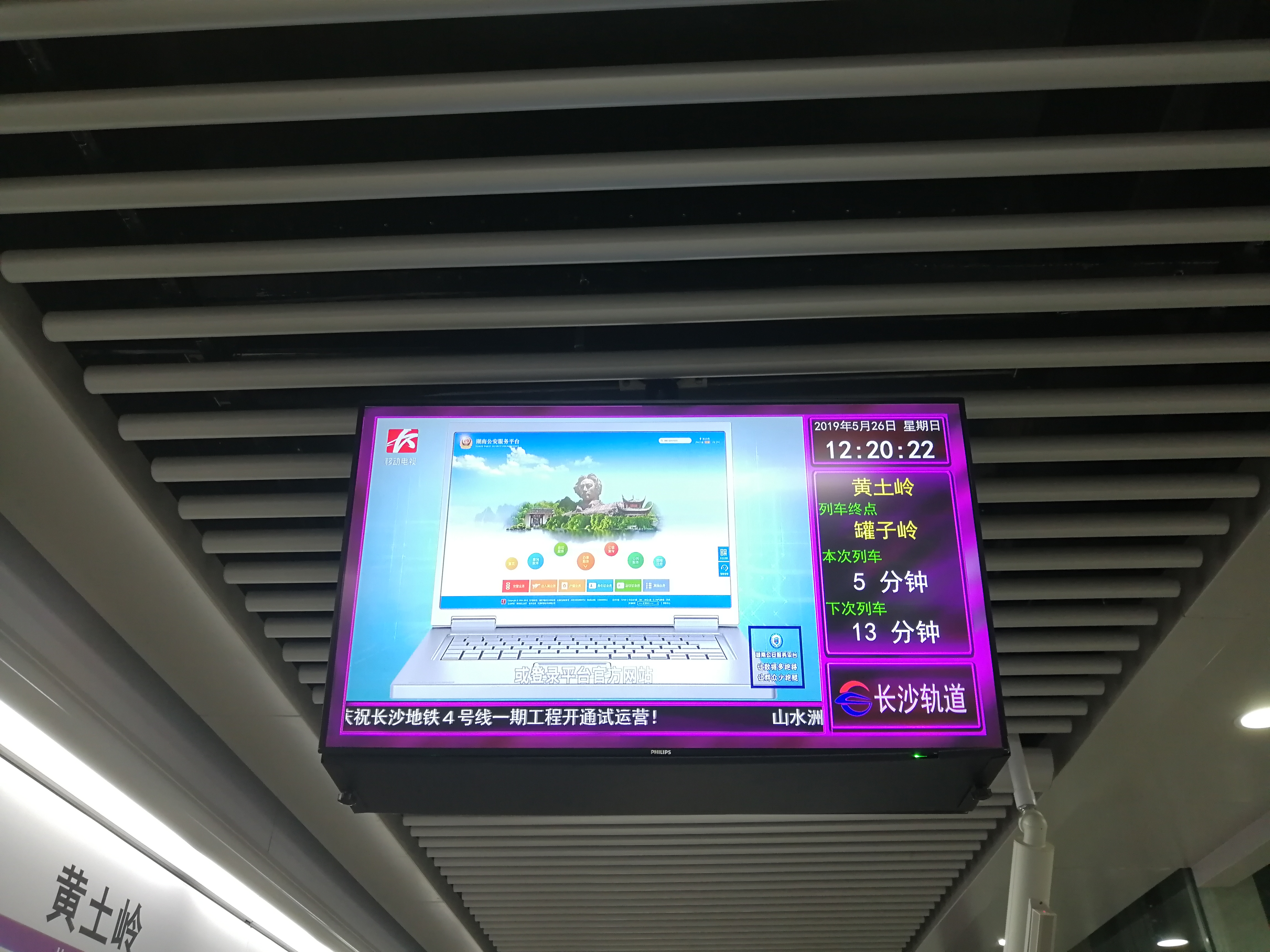
4號線月台螢幕

### 换乘
本站1号线开福区政府方向侧式站台南端设有楼梯和扶梯连接4号线站台中部，1号线尚双塘方向岛式站台设有楼梯连接4号线站台西端，可供乘客于1号线与4号线之间换乘。

### 车站出口
| 出口编号                              | 照片 | 无障碍设施 | 通往道路 | 可到达目的地 | 备注 |
| ------------------------------------- | ---- | ---------- | -------- | ------------ | ---- |
| 出口 · 1L · 扶手电梯标志              |      | 不適用     |          |              |      |
| 出口 · 2L · 扶手电梯标志              |      | 不適用     |          |              |      |
| 出口 · 3L · 升降机标志 · 扶手电梯标志 |      |            |          |              |      |
| 出口 · 4L · 扶手电梯标志              |      | 不適用     |          |              |      |
| 出口 · 5L · 扶手电梯标志              |      | 不適用     |          |              |      |
| 出口 · 7L · 升降机标志 · 扶手电梯标志 |      |            |          |              |      |
| 註： 設有 \| 設有扶手電梯             |      |            |          |              |      |

## 车站周边
- 東亞銀行
- 交通银行